# Петрешть (залізничне селище)
Петрешть (рум. Petrești) — залізничне селище в Унгенському районі Молдови. Входить до складу комуни, адміністративним центром якої є село Петрешть.

## Населення
За даними перепису населення 2004 року у селі проживали 15 осіб.
Національний склад населення села:
| Національність | Кількість осіб | Відсоток |
| -------------- | -------------- | -------- |
| молдавани      | 14             | 93,3%    |
| українці       | 1              | 6,7%     |
| Всього         | 15             | 100%     |